# Тибель, Густав Вильгельм
Барон (с 1828) Густав Вильгельм Тибель (швед. Gustaf Wilhelm Tibell, friherre af Tibell; 1772—1832) — президент шведской военной коллегии, почётный член шведской военной академии.
Родился 12 мая 1772 года в Сёдерманланде и в ранней молодости был зачислен волонтёром в Сёдерманландский полк. Проходя службу в нижних чинах, Тибель участвовал в русско-шведской войне 1788—1790 годов, отличился во многих случаях, был причислен к артиллерии своего полка 20 мая 1790 года получил знак отличия за храбрость, оказанную им в бою при Келтисе. Вскоре Тибель был прикомандирован к фортификационным работам в Уммельйоки, Вереле и Аниале.
В 1791 году произведён в подпоручики и в 1792 году получил при учреждении военной академии в Карлберге место преподавателя. В 1796 году он был избран первым секретарём литературного общества шведских офицеров, получил чин капитана, но два года спустя вышел отставку и поступил инженер-капитаном на французскую службу.
Прикомандированный к французскому генеральному штабу, он участвовал в походах 1799—1800 годов в Италии. При Кастельнуово был ранен и на поле боя пожалован батальонным командиром; в Турине попал в плен, но через три недели был обменян и награждён чином генерал-адъютанта. Затем Тибель участвовал в битве при Маренго и командовал авангардом при переходе через Минчио.
После перемирия Тибель занимался топографической съёмкой той части венецианских земель, которые были заняты французами, и по заключении мира поступил по повелению первого консула Наполеона Бонапарта на службу Итальянской республики начальником инженерного корпуса с сохранением своего чина во французской армии.
В качестве начальника инженерного корпуса и директора военного архива Тибель вёл работы по съёмке в большом масштабе владений всей Итальянской республики и в это время много содействовал к учреждению военной академии в Милане. 14 июня 1802 года, в годовщину битвы при Маренго, он получил в награду почётную шпагу и чин бригадного генерала.
Заслуги, приобретённые Тибелем в чужих краях, не остались без внимания и в Швеции, куда отозвал его король Густав IV 8 мая 1803 года с чином майора и адъютанта Его Величества. 6 августа того же года он получил чин подполковника, в 1805 году был возведён в дворянское достоинство и назначен вице-президентом военной коллегии и директором топографического корпуса. В том же году Тибель сопутствовал королю в звании генерал-квартирмейстера при экспедиции в Померанию.
В 1808 году Тибель получил чин генерал-майора и назначение генерал-адъютантом в шведский флот. По отречении от престола короля Густава IV в 1809 году и по вступлении на оный Карла XIII Тибель оставил должность генерал-адъютанта и отправился во Францию для обмена пленных. Вскоре он был назначен начальником королевского инженерного корпуса.
Тибель был активным сторонником Наполеона и всячески агитировал за профранцузскую ориентацию внешней политики Швеции, вёл в прессе активную пропаганду за вступление Швеции в союз с Францией и разрыв союзных отношений с Россией. В конце 1811 года он уехал в Париж. За это он в январе 1812 года получил отставку. В мае 1812 году Тибель подал прошение королю о его возвращении на службу, но получил отказ.
В 1814 году, по изгнании Наполеона в ссылку на остров Эльба, Тибель опять был определён на службу; в 1815 году назначен членом военной коллегии и пожалован командором ордена Меча.
В 1824 году Тибель был произведён в генерал-лейтенанты и назначен президентом военной коллегии, в 1827 году получил баронский титул. В качестве президента военной коллегии он приобрёл значительные заслуги в отношении управления шведской армией и военного судопроизводства, чему служит доказательством множество напечатанных его сочинений, показывающих глубокие и многосторонние знания.
Тибель умер 8 марта 1832 года в Стокгольме.

## Награды
- Дворянство королевства Швеция (1 марта 1805, род внесён в рыцарский матрикул королевства Швеция под № 2184)
- Орден Меча, рыцарский крест (RSO1kl) (29 апреля 1805)
- Орден Меча командорский крест (KSO1kl) (12 августа 1815)
- Орден Меча командорский крест со звездой (большой крест) (KmstkSO) 5 ноября 1821
- Французский орден Почётного легиона (RFrHL) (5 декабря 1821)
- Титул барона королевства Швеция (4 июля 1827, род внесён в рыцарский матрикул королевства Швеция в 1828году под № 378)